# 開志専門職大学の人物一覧
開志専門職大学の人物一覧は開志専門職大学に関係する人物の一覧記事。ウィキペディア日本語版内において記事が存在する人物のみ記載する。

## 著名な教職員
- 北畑隆生（学長）

### 情報学部
- 渋谷修太（情報学科講師） - マーケティング・ソーシャルデザイン

### アニメ・マンガ学部
- 堀越謙三（アニメ･マンガ学科教授・学部長） - 作品企画･プロデュース･表象芸術論
- 村井さだゆき（アニメ･マンガ学科教授）- 脚本制作･研究
- belne（アニメ･マンガ学科教授） - マンガ技術研究
- 早川千絵（アニメ･マンガ学科教授）- 脚本・プロデュース・編集領域
- 高山瑞穂（アニメ･マンガ学科講師） - マンガ技術研究
- 日高トモキチ（アニメ･マンガ学科講師） - マンガ技術研究